# The Oi! of Sex
The Oi! of Sex ist der sechste Teil der Oi!-Samplerreihe, die ursprünglich 1980 von Garry Bushell begründet wurde.

## Hintergrund
The Oi! of Sex erschien 1984 auf Syndicate Records. Verantwortlich für die Auswahl waren Garry Johnson und Musikproduzent und Labeleigentümer Ronnie Rouman.
Nachdem bereits auf Son of Oi! einige Bands praktisch nur auf dem Papier existierten, setzte sich dies auch auf dem sechsten Teil der Serie fort. Neben den vom fünften Teil bekannten Projekten Prole und Orgasm Guerillas von Bushell und Steve Kent (The Business) ist mit Crossed Hammers eine weitere Projektband vertreten. Bei Crossed Hammers spielten Steve Kent und J.J. Bedsore (The Blood), den Gesang übernahm Dr, Wildthing (ebenfalls The Blood).
Ronnie Rouman erklärte später, warum so viele Bands für den Sampler erfunden wurden:

“Although we were getting tapes in from new bands most of them were crap and so rather than have a so so Oi! compilation we felt it better to alter things a little so that we got a great Oi! LP to help to keep the scene alive.”

„Obwohl wir Demos von neuen Bands bekommen haben, waren die meisten davon Mist. Und anstatt einer so la la Oi!-Kompilation entschlossen wir uns das Ganze etwas zu modifizieren, damit wir eine großartige Oi!-LP haben, damit die Szene am Leben bleibt.“

Das Cover weist wiederum einen starken Bezug zu Garry Bushell auf. Abgebildet sind Bushells Schwager John Cousins und drei leichtbekleidete Models auf einem Bett. Cousins war ein West-Ham-Hooligan, verstarb jedoch recht früh an Epilepsie.
Eine weitere Kompilation namens Joys of Oi! war für 1985 angekündigt. Nach einigen Testpressungen ging Syndicate Records jedoch bankrott. Der Sampler wurde daher erst 1990 von Link Records realisiert.

## Titelliste
1. Prole: We’ll Never Say Die – 3:49
2. Cock Sparrer: The Sun Says – 3:29
3. The Gonads: S.E.7 Dole Day – 2:57
4. The Burial: Old Mans Poison – 2:38
5. Vicious Rumours: Vicious Rumours – 2:26
6. Jimmy Mack: Zombie Mind Eaters – 1:08
7. Rat Patrol: Rat Trap – 4:18
8. Crossed Hammers: Here We Go – 3:19
9. Swift Nick: The Sun – 3:01
10. The Burial: Friday Night – 3:01
11. Prole: Destination Room 101 – 2:50
12. The Orgasm Guerillas: Frankie Goes to Pot – 4:04
13. Little Dave: Being Short – 1:09
14. Nick Toczecks Britanarchists: Stiff with a Quiff – 2:33
15. Vicious Rumours: Take the Blame – 3:24
16. ABH: Don’t Mess with the SAS – 2:24
17. Dogsbody: Murder – 2:56
18. Garry Johnson: If Looks Could Kill – 3:32

## Lied-/Bandinfos
Mit Jimmy Mack (Pseudonym von Paul Wellings), Swift Nick, Little Dave und Garry Johnson waren wieder einmal einige Spoken-Word-Titel vertreten. Garry Johnson wurde bei If Looks Could Kill von Keyboarder Frankie Boy Flame unterstützt.
Sowohl der Text The Sun Says von Cock Sparrer, als auch das Gedicht The Sun von Swift Nick handeln von der Boulevardzeitung The Sun. Ironischerweise arbeiteten sowohl Garry Bushell, als auch der ebenfalls auf der Kompilation vertretene Paul Wellings später genau für diese Zeitung.
Burial stammten aus Scarborough und vertraten in ihren Texten eher linke Ideen. Rat Patrol aus dem Westen Englands waren eine Entdeckung von Attila the Stockbroker und ebenfalls der sozialistischen Seite des Oi!s zuzurechnen. ABH stammten aus Lowestoft, während Dogsbody aus Middlesbrough stammen. Letztere wurden von Major Accident unterstützt.
Prole bekamen von allen Bands die meiste Fanpost. Garry Bushell plante daher eine LP für das Gonads-Sideproject, welche jedoch niemals realisiert wurde.
Die Band Vicious Rumours, die bereits an Son of Oi! beteiligt war, war die einzige der neuen Gruppen, die tatsächlich eine LP aufnahm.